# Jan Patočka
Jan Patočka (1 de juny de 1907 - 13 de març de 1977) va ser un filòsof txec. És considerat un dels filòsofs més importants del segle XX per les seves contribucions a la fenomenologia i la filosofia de la història. Va estudiar a Praga, París, Berlín i Freiburg; va ser un dels últims alumnes d'Edmund Husserl i Martin Heidegger. Durant els seus estudis a Friburg també va ser tutelat per Eugen Fink, una relació que eventualment es va convertir en una amistat filosòfica de tota la vida.
"Mesurem les nostres paraules. La submissió no ha portat mai a la relaxació, sinó a una més gran severitat. Com més gran és la por i el servilisme, a més s'ha atrevit els poderosos, a més s'atreveixen i a més s'atreviran. Però, mai més podran estar segurs d'aquells que els fan front; mai més sabran si aquells que els obeeixen avui, voldran encara obeir-los demà, quan una altra ocasió d'autoafirmació ens vingui a l'encontre. Deixeu-me ésser clar. No estic aconsellant la duplicitat, sinó el seu contrari: no dir ni fer mai quelcom indigne." Jan Patočka

## Vida
Patočka va assistir a Jan Neruda Grammar School.
Els seus treballs van tractar principalment el problema del món original (Lebenswelt), la seva estructura i la seva posició humana. Va intentar desenvolupar aquest concepte Husserlià sota la influència d'alguns temes principals de Heidegger (per exemple, historicitat, tecnicitat, etc.). D'altra banda, també va criticar la filosofia heideggeriana per no tractar prou amb les estructures bàsiques de l'ésser-en-el-món, que no són activitats reveladores de la veritat (això el va portar a valorar el treball d'Hannah Arendt). Des d'aquest punt de vista, va formular la seva pròpia teoria original de "tres moviments de l'existència humana": 1) rebre, 2) reproducció, 3) transcendència. També va traduir moltes de les obres d'Hegel i Schelling al txec. En el seu temps de vida, ha publicat en txec, alemany i francès.
A part de la seva redacció sobre el problema del Lebenswelt, va escriure interpretacions de la filosofia presocràtica i clàssica grega i diversos assajos més llargs sobre la història de les idees gregues en la formació del nostre concepte d'Europa. Patočka es va centrar cada vegada més en la idea d'Europa durant la dècada de 1970. Quan se li va ser prohibit ensenyar, va fer conferències clandestines al seu apartament privat sobre el pensament grec en general i sobre Plató en particular a la fi dels anys 70. Aquestes conferències clandestines es coneixen col·lectivament com Plató i Europa, i es publiquen sota el mateix títol en anglès. També va entrar en discussions sobre la filosofia txeca moderna, l'art, la història i la política. Va ser un estudiós estimat de pensadors txecs com Komensky (b.1592) (també conegut com a Comenius) i Masaryk (b.1850). El 1971, ha publicat un petit tractat sobre Comenius en alemany, anomenat Die Philosophy der Erziehung des J.A. Comenius (Filosofia de l'Educació de Comenius). El 1977, el seu treball sobre Masaryk va culminar amb 'Two Studies on Masaryk', que inicialment era un guió de text privat.
Els assajos herètics de Patočka en la filosofia de la història s'analitzen extensament i amb molta cura en l'important llibre de Jacques Derrida, El regal de la mort. Derrida va ser la persona més recent que va escriure o va conversar amb el pensament de Patočka; Paul Ricoeur i Roman Jakobson (que respectivament van escriure el prefaci i la paraula posterior a l'edició francesa dels Assajos Herètics) són dos exemples més.
Durant els anys 1939-1945, quan les universitats txeques van ser tancades, i entre 1951-1968 i des de 1972, a Patočka se li va prohibit l'ensenyament. Pocs dels seus llibres van ser publicats i la major part de la seva obra va circular només en forma de tipografies guardades pels estudiants i es va difondre majorment després de la seva mort. Juntament amb altres intel·lectuals prohibits, va pronunciar conferències a l'anomenada "Universitat subterrània", que era una institució informal que intentava oferir una educació cultural gratuïta i sense censura. El gener de 1977 es va convertir en un dels signants originals i principals portaveus del moviment de drets humans de la Carta 77 (Charta 77) a Txecoslovàquia. Durant els tres mesos posteriors a la publicació de la Carta, va estar intensament actiu per escriure i parlar sobre el significat de la Carta, malgrat el seu deteriorament de salut. També va ser interrogat per la policia sobre la seva implicació amb el moviment de la Carta, i el 3 de març de 1977 va ser detingut per la policia durant deu hores; havia de parlar en el seu paper de portaveu de la Carta amb un oficial d'alt rang a una recepció a l'ambaixada d'Alemanya occidental (de fet, la detenció va ser un pretext per evitar que assistís). Aquell mateix vespre, Patočka va caure malalt i va ser traslladat a l'hospital, on la seva salut va millorar breument; se li va permetre fer una entrevista final amb Die Zeit i escriure un assaig final titulat "Què podem esperar de la Carta 77." L'11 de març va recaure, i el 13 de març va morir d'apoplexia, a l'edat de 69 anys.

## Treballs
- The Natural World As a Philosophical Problem [Přirozený svět jako filosofický problém]
- An Introduction to Husserl's Phenomenology [Úvod do Husserlovy fenomenologie]
- Aristotle, his Predecessors and his Heirs [Aristoteles, jeho předchůdci a dědicové]
- Body, Community, Language, World [Tělo, společenství, jazyk, svět]
- Negative Platonism [Negativní platónismus]
- Plato and Europe [Platón a Evropa]
- Who are the Czechs? [Co jsou Češi?]
- Care for the Soul [Péče o duši]
- Heretical Essays in the Philosophy of History [Kacířské eseje o filosofii dějin]
- Two Studies on Masaryk [Dvě studie o Masarkyovi]

### en Anglès
- “Wars of the Twentieth Century and the Twentieth Century as War”. Telos 30 (Winter 1976-77). New York: Telos Press.
- Jan Patocka: Philosophy and Selected Writings. Edited by Erazim Kohak. Chicago & London: The Chicago University Press, 1989.
- Body, Community, Language, World. Translated by Erazim Kohák. Edited by James Dodd. Chicago, IL: Open Court, 1998.
- Heretical Essays in the Philosophy of History. Translated by Erazim Kohák. Edited by James Dodd. Chicago, IL: Open Court, 1996.
- An Introduction to Husserl's Phenomenology. Translated by Erazim Kohák. Edited by James Dodd. Chicago, IL: Open Court, 1996.
- Plato and Europe. Translated by Petr Lom. Stanford, CA: Stanford University Press, 2002.
- The Natural World as a Philosophical Problem. Translated by Erika Abrams. Edited by Ivan Chvatík and Ľubica Učnik. Evanston, IL: Northwestern University Press, 2016